# Euphyia spissilineata
Euphyia spissilineata là một loài bướm đêm trong họ Geometridae.